# Arts marcials mixtes

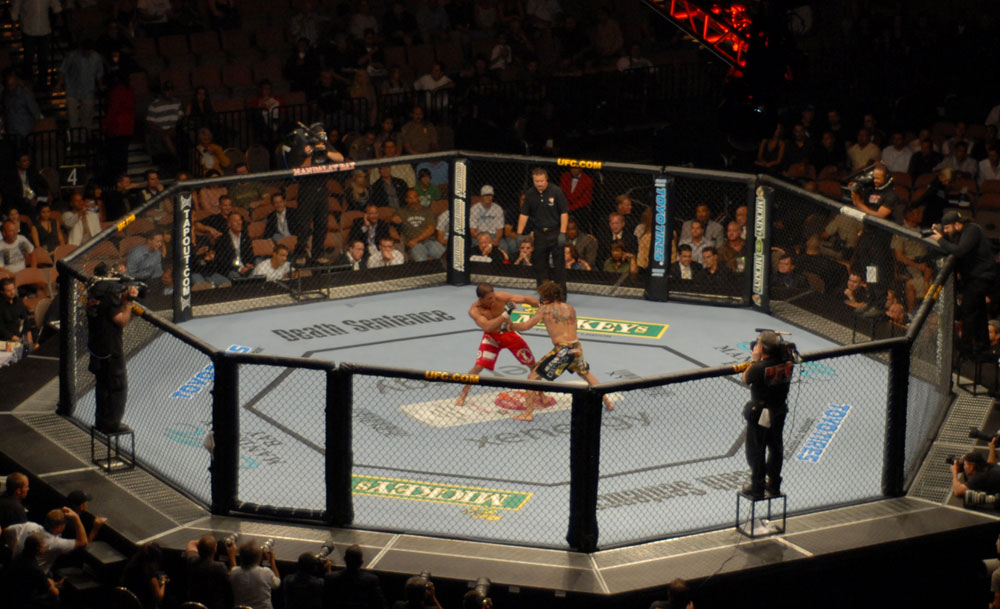
Dos lluitadors dins el ring.

Les arts marcials mixtes (sovint conegudes per les sigles en anglès MMA) són arts marcials que incorporen tècniques de diferents arts marcials. En l'actualitat, les arts marcials mixtes que han aconseguit major efectivitat incorporen tant cops, com tècniques de lluita en peus, i a terra, les arts marcials mixtes poden ser practicades a través d'un esport de contacte de manera regular o en un torneig en el qual dos competidors intenten vèncer cadascun a la seva oponent usant un ampli rang de tècniques d'arts marcials permeses, com cops de puny i puntades, agafades, projeccions i palanques. Cal esmentar que el concepte arts marcials mixtes sol considerar-se erròniament com a sinònim del terme val tot i ha de diferenciar-se no només d'aquest terme, sinó també dels termes contacte total i kickboxing, ja que existeixen àmplies diferències entre aquest i altres esports de contacte.
Les arts marcials mixtes inclouen: jujitsu brasiler, muay thai, lluita lliure, san da, jujutsu, judo, boxa, shootfighting, karate, sambo, kickboxing i kempo.

## Reglament
Les regles de la majoria de les competicions d'arts marcials mixtes han evolucionat des dels primers dies que es permetia tot. A mesura que el coneixement de les tècniques de lluita s'estenen entre espectadors i lluitadors es fa clar que els primers sistemes de regles minimalistes necessitaven ser esmenats. Alguna de les motivacions d'aquests canvis són:
- Protecció de la salut dels lluitadors. Aquest canvi es trobava especialment motivat per eliminar l'estigma de "baralles barbàriques, sense regles" que les AMM van guanyar a causa de les seves arrels en el val tot. També va ajudar els contendents a evitar lesions que d'una altra manera haguessin alterat el ritme d'entrenament que millorava la qualitat dels contendents, i, conseqüentment, la qualitat de les lluites.
- Proveir espectacle per als espectadors: Les regles van aconseguir que els bons lluitadors s'exhibissin millor, no romanent molt al terra.

Les categories de pes van emergir a mesura que el coneixement sobre les submissions i immobilitzacions es va estendre. Quan els lluitadors es feien més experts en les tècniques de submissió i eren capaços d'evitar-les, les diferències de pes es van convertir un factor substancial.

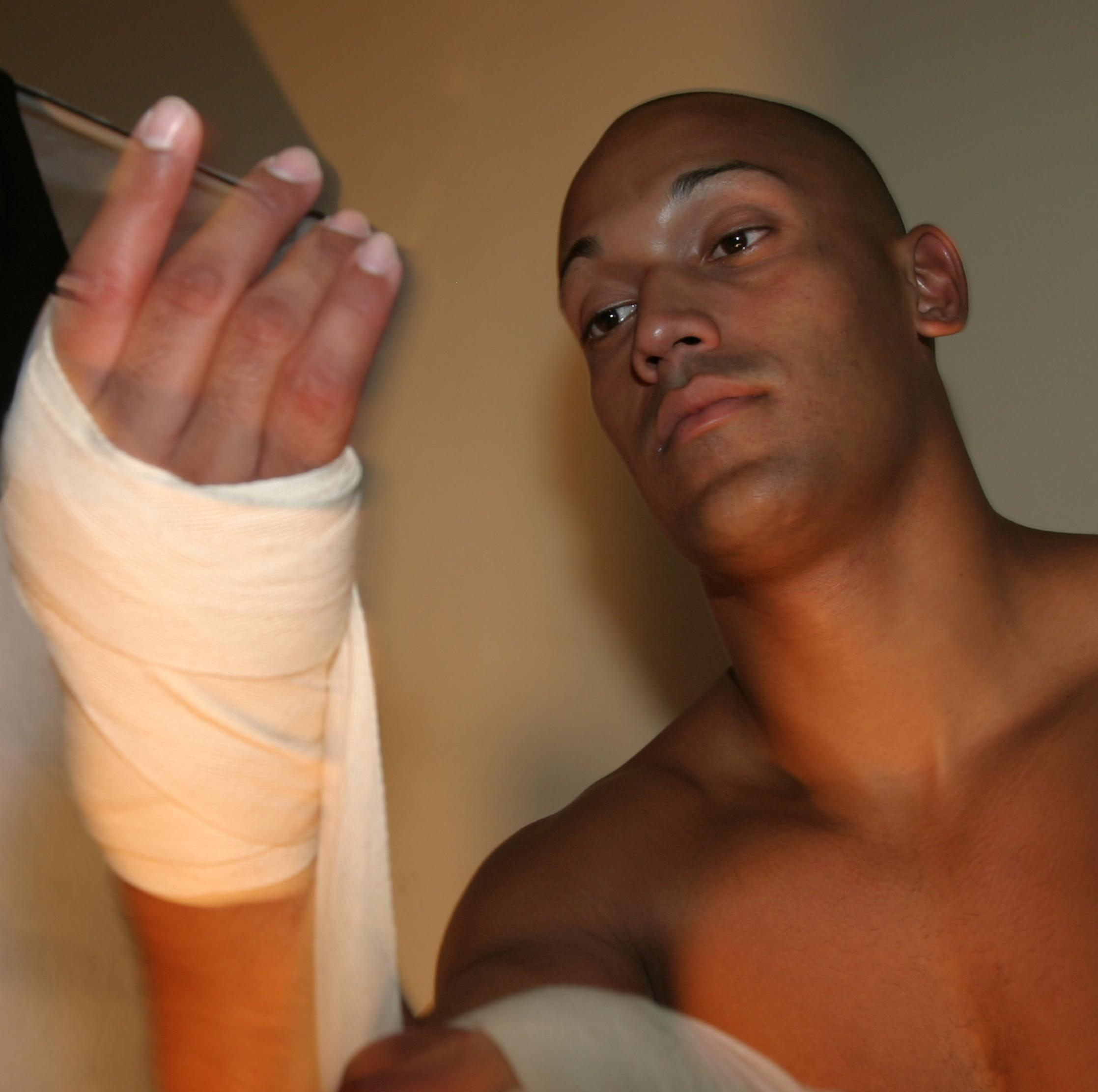
La preocupació per la salut dels lluitadors és un dels factors que van convertir les AMM en un esport regulat.

Des dels inicis dels tornejos de vale tudo existia la prohibició de cops en els genitals, i la prohibició d'atacs als ulls, i dits, en alguns tornejos i més recentment, va sorgir la prohibició de donar puntades de peu a un oponent que es trobi al terra (si aquesta acció és efectuada per un oponent que està dret). Els cops de cap van ser prohibits pel fet que eren cops que requerien poc esforç i tècnica, convertint un combat en un espectacle sagnant. Donar cops de cap era comú entre els lluitadors de lluita lliure. La seva força els permetia arrossegar el combat a terra, però la seva falta d'habilitats de submissió feia que no poguessin finalitzar-ràpidament.
Els guants petits amb dits lliures, es van introduir per protegir els artells i ossos de les mans durant els cops de puny. Tot i que alguns lluitadors tenien uns punys ben preparats, altres, com aquells que usaven tècniques de submissió, podien no tenir-los. Els guants protegeixen les mans de fractures i talls.
Els límits de temps van ser establerts per evitar llargues lluites a terra amb poca acció perceptible, per als espectadors. Els combats sense límit de temps dels primers campionats, complicaven a més la retransmissió dels combats. Una motivació similar va produir la regla "stand up" (posar-se dret), on l'àrbitre pot aixecar els lluitadors si creu que ambdós estan descansant a terra o no s'estan realitzant avanços significatius per prendre una posició dominant.